# 1988년 하계 올림픽 기니 선수단
1988년 하계 올림픽 기니 선수단은 대한민국 서울에서 개최된 1988년 하계 올림픽에 참가한 올림픽 기니 선수단이다.

## 출전 선수
| 종목   | 남자 | 여자 | 전체 |
| ------ | ---- | ---- | ---- |
| 육상   | 2    | 0    | 2    |
| 복싱   | 2    | –    | 2    |
| 레슬링 | 2    | –    | 2    |
| 전체   | 6    | 0    | 6    |

## 같이 보기
- 올림픽 기니 선수단